# Belluloporina
Belluloporina zijn een onderorde van mosdiertjes (Bryozoa) uit de orde van de Cheilostomatida. De wetenschappelijke naam ervan werd in 2013 voor het eerst geldig gepubliceerd door Ostrovsky.

## Taxonomie
- Onderorde: Belluloporina 
  -  Superfamilie: Belluloporoidea Ostrovsky, 2013
    -  Familie: Belluloporidae Ostrovsky, 2013